# Амарачі Обіаджунва
Амарачі Фейвор Обіаджунва (англ. Amarachi Favour Obiajunwa; нар. 10 жовтня 1989) — нігерійська борчиня вільного стилю, чемпіонка та срібна та призерка чемпіонатів Африки, чемпіонка Всеафриканських ігор, учасниця двох Олімпійських ігор.

## Життєпис
У 2008 році на олімпійському кваліфікаційному турнірі в Хапаранді посіла перше місце, здобувши ліцензію на літні Олімпійські ігри в Пекін. На Олімпіаді Обіаджунва поступилася в першому раунді представниці США  Алі Бернар з рахунком 0:4. Оскільки американська спортсменка не пройшла до фіналу, Амарачі Обіаджунва не змогла взяти учать у втішних сутичках за бронзову нагороду, посівши у підсумку п'ятнадцяте місце.
тренувалася під керівництвом Даніеля Ігалі.

## Спортивні результати на міжнародних змаганнях

### Виступи на Олімпіадах
| Змагання                    | Збірна  | Вагова категорія          | Місце |
| --------------------------- | ------- | ------------------------- | ----- |
| Літні Олімпійські ігри 2008 | Нігерія | жіноча боротьба, до 72 кг | 15    |
| Літні Олімпійські ігри 2012 | Нігерія | жіноча боротьба, до 72 кг | 15    |

### Виступи на Чемпіонатах світу
| Змагання                        | Збірна  | Вагова категорія          | Місце |
| ------------------------------- | ------- | ------------------------- | ----- |
| Чемпіонат світу з боротьби 2011 | Нігерія | жіноча боротьба, до 72 кг | 12    |

### Виступи на Чемпіонатах Африки
| Змагання                         | Збірна  | Вагова категорія          | Місце  |
| -------------------------------- | ------- | ------------------------- | ------ |
| Чемпіонат Африки з боротьби 2008 | Нігерія | жіноча боротьба, до 72 кг | Золото |
| Чемпіонат Африки з боротьби 2011 | Нігерія | жіноча боротьба, до 72 кг | Срібло |

### Виступи на Всеафриканських іграх
| Змагання                 | Збірна  | Вагова категорія          | Місце  |
| ------------------------ | ------- | ------------------------- | ------ |
| Всеафриканські ігри 2007 | Нігерія | жіноча боротьба, до 72 кг | Золото |

### Виступи на інших змаганнях
| Змагання                                                        | Збірна  | Вагова категорія          | Місце  |
| --------------------------------------------------------------- | ------- | ------------------------- | ------ |
| Олімпійський кваліфікаційний турнір з боротьби 2008 (Хапаранда) | Нігерія | жіноча боротьба, до 72 кг | Золото |
| Олімпійський кваліфікаційний турнір з боротьби 2012 (Марракеш)  | Нігерія | жіноча боротьба, до 72 кг | Золото |
| Гран-прі Іспанії з боротьби 2012                                | Нігерія | жіноча боротьба, до 72 кг | 5      |